# Agalmyla triflora
Agalmyla triflora là một loài thực vật có hoa trong họ Tai voi. Loài này được (Valeton) B.L.Burtt mô tả khoa học đầu tiên năm 1999.